# Chrysonilia tetrasperma
Chrysonilia tetrasperma är en svampart som först beskrevs av Shear & B.O. Dodge, och fick sitt nu gällande namn av Arx 1981. Chrysonilia tetrasperma ingår i släktet Chrysonilia och familjen Sordariaceae.   Inga underarter finns listade i Catalogue of Life.